# Хунданов, Лев Лукич
Лев Лукич Хунданов (8 сентября 1939, ныне Боханский район Иркутской области — 9 декабря 2001, Москва) — советский и российский учёный-иммунолог, рефлексотерапевт, доктор медицинских наук (1972), профессор (1985), член-корреспондент РАМН (1995). Член союза писателей СССР.

## Биография
Родился в деревне Средняя Тараса Боханского района Усть-Ордынского Бурят-Монгольского национального округа в семье сельского врача.
В 1964 году окончил Киргизский медицинский институт, далее работал в Улан-Удэ в онкологическом диспансере.
в 1967 году окончил аспирантуру Института экспериментальной биологии АМН СССР, затем докторантуру при Институте хирургии им. А. В. Вишневского АМН СССР.
В 1972—1976 годах — старший научный сотрудник лаборатории экспериментальной иммунологии АМН СССР и Института неврологии АМН СССР.
В 1976—1981 годах — в лаборатории морфологии и моделирования Бурятского филиала АН СССР.
В 1981—1984 годах — в Институте проблем управления АН СССР, в 1984—2001 годах — в Институте физико-технических проблем Министерства приборостроения СССР (ИФТП). Консультант в НИИ традиционных методов лечения Минздравмедпрома РФ.
С 1990 года вице-президент Международной ассоциации акупунктуры и традиционной медицины.
Действительный член Нью-Йоркской Академии наук.
Умер в Москве 9 декабря 2001 года. Похоронен на Ивановском кладбище (Новомосковский АО).

### Научная деятельность
Основные научные труды Л. Л. Хунданова посвящены иммунологии и защите человека от вредных воздействий окружающей среды. Провёл испытание новых видов иммунодепрессантов, которые были внедрены в клиническую практику для лечения аллергии, бронхиальной астмы, дерматитов. Выявил ряд новых механизмов хронического бактерионосительства в неблагоприятных экологических условиях.
В книге Е. В. Черносвитова утверждается, что Л. Л. Хунданов сыграл роль старого китайца в фильме «Дерсу Узала» (1975), однако его имя в титрах не указано.

## Сочинения
- Некоторые закономерности развития метастазов злокачественных опухолей. Фрунзе, 1976
- Иммунология канцерогенеза / Л. Л. Хунданова, Л. Л. Хунданов; отв. ред. И. С. Башкаев; Акад. наук СССР, Сиб. отд-ние, М.: Наука. — 1978.
- Хунданов Л. Л., Соловьев Г. М., Вербицкий М. Ш. Актуальные проблемы трансплантационной иммунологии. М.: Медицина, 1978. 288 с.
- О врачебной этике. М.: Медицина, 1978. — 64 с.
- Слово о тибетской медицине / Л. Л. Хунданов, Л. Л. Хунданова, Э. Г. Базарон. — Улан-Удэ : Бурят. кн. изд-во, 1979. — 112 с.
- Раздумья врача. М.: Сов. Россия, 1983 . — 160 с.
- Исцеление добротой. Л.: Лениздат, 1985. 320 с.
- Хунданов Л. Л., Батомункуева Т. В., Хунданова Л. Л. Тибетская медицина. — М .: Прометей, 1993. 288 с.
- Хунданов Л. Выбор доктора Боткина // Больница. 1998. № 12. С. 14.